# El monte (pel·lícula)
El monte és una pel·lícula dramàtica fantàstic argentina de 2022 dirigida per Sebastián Caulier. Narra la història d'una distant relació d'un fill amb el seu pare, a qui no veu fa temps i decideix buscar-ho enmig de la muntanya per retornar-lo a la civilització, però descobreix que una cosa estranya li succeeix al seu pare en aquest lloc. EEstà protagonitzada per Gustavo Garzón, Juan Barberini i Gabriela Pastor. La pel·lícula es va estrenar mundialment el 25 d'abril de 2022 durant el Buenos Aires Festival Internacional de Cinema Independent, mentre que va tenir el seu llançament limitat a les sales de cinemes de l'Argentina el 18 d'agost de 2022.

## Argument
Nicolás, després de diversos anys, decideix buscar al seu pare Rafael després d'assabentar-se que va deixar tota la seva vida professional enrere per a instal·lar-se en un lloc remot de la muntanya de Formosa. Quan arriba, el seu pare a penes el reconeix i aviat s'adona que Rafael té una estranya connexió amb la naturalesa. En aquest moment, Nicolás descobrirà que el lloc amaga un antic secret que es va apoderar del seu pare i que també pot posar en perill la seva vida.

## Repartiment
- Gustavo Garzón com Rafael
- Juan Barberini com Nicolás
- Gabriela Pastor com Irene
- Tedy Durán com Azucena
- Melanie Castellini com fillola d’Azucena
- Ema Cuañeri com Chamana
- Mauricio Vila com Martín
- Cristian Salguero com Ricardo

## Recepció

### Comentaris de la crítica
Al lloc web Todas las críticas, la pel·lícula té una aprovació del 70% basat en 20 ressenyes. Diego Brodersen de Página/12 va valorar la interpretació de Garzón, dient «que ofereix una potent encarnació d'un home que sembla estar perdent-se a si mateix» i a més va descriure que la pel·lícula conta amb un «relat minimalista que va obrint-se a la llegenda, El monte funciona millor quan el misteri encara no ha revelat el seu rostre». Ezequiel Boetti d'Otros cines va elogiar també a Garzón assegurant que el seu treball «és notable, perquè encarna a la perfecció les arestes més filoses d'una persona allunyada de la civilització». Juan Pablo Russo d'Escribiendo cine va qualificar a la cinta amb 7, destacant que «cada pla, cada seqüència, cada escena, està plagada de la més pura poesia gràcies a l'exquisit treball en la direcció de fotografia de Nicolás Gorla».
En una ressenya per La Nación, Paula Vázquez Prieto va escriure que «El monte llueix millor en aquestes instàncies en les quals la incertesa està en els personatges però no en la posada en escena, ferma sobre aquests difusos contorns entre el real i l'imaginari». Pablo O. Scholz de Clarín va ressaltar el treball del director, afirmant que «Caulier maneja bé els silencis, els suspensos, i crea un clima entre premeditadament hostil i decididament d'estranyesa».

### Premis i nominacions
| Llista de premis i nominacions | Llista de premis i nominacions                  | Llista de premis i nominacions           | Llista de premis i nominacions    | Llista de premis i nominacions | Llista de premis i nominacions |
| Any                            | Organització                                    | Categoria                                | Nominat/a(s)                      | Resultat                       | Ref(s)                         |
| ------------------------------ | ----------------------------------------------- | ---------------------------------------- | --------------------------------- | ------------------------------ | ------------------------------ |
| 2022                           | Festival Internacional de Cinema de les Altures | Esment especial - Direcció de fotografia | Nicolás Gorla                     | Guanyador                      | [ 12 ]                         |
| 2022                           | Festival Audiovisual de Bariloche               | Millor so                                | Manuel de Andrés                  | Guanyador                      | [ 13 ]                         |
| 2022                           | Festival Audiovisual de Bariloche               | Millor muntatge                          | Tomás Pernich i Federico Rolstein | Guanyador                      | [ 13 ]                         |
| 2022                           | Festival Audiovisual de Bariloche               | Millor actor                             | Juan Barberini                    | Guanyador                      | [ 13 ]                         |
| 2022                           | Festival de Cinema Argentí de Tandil            | Menció especial - Pel·lícula             | El monte                          | Guanyador                      | [ 14 ]                         |
| 2022                           | Festival de Cinema Argentí de Tandil            | Millor actriu                            | Gabriela Pastor                   | Guanyador                      | [ 14 ]                         |
| 2022                           | Festival de Cinema Argentí de Tandil            | Millor direcció de fotografia            | Nicolás Gorla                     | Guanyador                      | [ 14 ]                         |
| 2022                           | Premis Sur                                      | Millor fotografia                        | Nicolás Gorla                     | Nominat                        | [ 15 ]                         |
| 2023                           | Premis Cóndor de Plata                          | Millor pel·lícula                        | El monte                          | Nominat                        | [ 16 ]                         |
| 2023                           | Premis Cóndor de Plata                          | Millor director                          | Sebastián Caulier                 | Nominat                        | [ 16 ]                         |
| 2023                           | Premis Cóndor de Plata                          | Millor actor                             | Gustavo Garzón                    | Nominat                        | [ 16 ]                         |
| 2023                           | Premis Cóndor de Plata                          | Millor guió original                     | Sebastián Caulier                 | Nominat                        | [ 16 ]                         |